# Adavichambakur, Srinivaspur
Adavichambakur là một làng thuộc tehsil Srinivaspur, huyện Kolar, bang Karnataka, Ấn Độ.